# Polyscias wohlhauseri
Polyscias wohlhauseri är en araliaväxtart som beskrevs av Porter Prescott Lowry och Martin Wilhelm Callmander. Polyscias wohlhauseri ingår i släktet Polyscias och familjen araliaväxter. Inga underarter finns listade.